# Fronde
A Fronde egy több éven át tartó, 1648–1653 között zajló, több társadalmi csoportot megmozgató politikai-katonai megmozdulás, főnemesi felkelés (köznépi támogatással), hercegi lázadás és polgárháborúk összefüggő sorozata volt a 17. századi Franciaországban, XIV. Lajos francia király kiskorúsága idején. A főnemesi felkelés kirobbanását egyfelől az 1635–1659 között zajló, a Francia Királyság erőforrásait kimerítő francia–spanyol háború, másfelől és az özvegy Ausztriai Anna anyakirályné régenssége, és Jules Mazarin bíboros meggyengült kormányzata ellen irányult. A francia „fronde” szó eredeti jelentése „parittya”, a krónikákban és a történelmi munkákban a felkelések résztvevőit „frondeur”-öknek („parittyásoknak”) nevezik.
A Fronde eseményeinek folyamatában két fő fázis különböztethető meg: 1648–1649 között zajlott az ún. „parlamenti lázadás” (franciául: fronde parlementaire), ekkor a párizsi Parlament (Parlement de Paris), azaz a francia főnemesség, a pair-ek párizsi gyűlése, Párizs városának, és a francia köznép több csoportjának támogatásával lázadást szított a növekvő háborús adóterhek ellen, nagyobb beleszólást és több jogot követelve a Parlament számára, majd az 1650–1652 között zajló „hercegi lázadás” (franciául: fronde des princes), a Bourbon királyi vérből való hercegek („princes de sang royal”) fegyveres felkelést indítottak a régens-anyakirályné meggyengült kormányzata ellen, saját hatalmuk kiterjesztése érdekében. A központi hatalom ellen harcoló Fronde fő folyamatai mellett helyi lázadások is kitörték, így pl. a bordeaux-i Fronde (1648–1653). A több éven át tartó, fordulatos küzdelem a központosított királyi hatalom győzelmével zárult, a vezetők kiegyeztek vagy behódoltak a visszatérő Lajosnak. A megerősödött francia monarchia 1659-ben győzelemmel zárta a francia–spanyol háborút is, az 1659-es pireneusi béke a Francia Királyság nagyhatalommá válását jelezte.

## AFrondefogalma
A francia „fronde” szó eredeti jelentése „parittya”. Az ebből képzett ige, „fronder” (azaz „parittyával lőni”) átment a politikába, így kezdték nevezni az ellenzéknek a központi hatalmat támadó nyilatkozatait. Az 1640-es évektől „frondeur”-öknek (magyar fonetikával „frondőröknek” azaz „parittyásoknak”) nevezték a francia parlamentek mindazon tagjait, csoportjait, akik a központi kormányzat ellenzékeként tevékenykedtek. 1651 végén politikai röpiratok jelentek meg, amelyek az elmúlt évek belpolitikai küzdelmeit „Fronde” néven foglalták össze. A kifejezést átvette a francia történetírás. A 17. század végétől már általánosan ezt a szót használták az 1648–53 közötti franciaországi események megjelölésére. A női résztvevőket „frondeuse”-öknek (kiejtve „frondőzöknek”) nevezték.
A „fronde, frondeur, frondeuse” szavakat a modern francia közéleti nyelvben – az 1648–1653 közötti történelmi eseményeken túlmenően – általában is alkalmazzák olyan politikai ellenzéki mozgalmakra, csoportokra, amelyek szoros pártkötődés nélkül dolgoznak, szervezkednek egy-egy központi kormányzat vagy erős tekintélyuralmi rendszer ellen.

## Előzmények
A Fronde kirobbanásának gyökereit alapvetően a XIII. Lajos uralkodása alatt  (1610–1643 között), közelebbről a Richelieu bíboros főminisztersége alatt (1622–1642 között) bekövetkezett politikai és társadalmi fejleményekben kell keresni.
Richelieu bíboros alapvetően arra törekedett, hogy a francia korona hatalmát erősítse, a királyi kormányzat hatalmát egyetlen kézben (a sajátjában) koncentrálja, majd az erős belső hatalomra támaszkodva kifelé is agresszíven érvényesítse a Francia Királyság nagyhatalmi érdekeit. Mindkét céljának megvalósításához stabil pénzügyi rendszerre volt szükség. A középkorból örökölt régi adóbehajtási rendszer azonban, ahol az adókat a tartományok élére kinevezett, elvileg a királyt képviselő főnemesek (gouverneur de province) hajtották be, ekkorra már elavult és igen rossz hatásfokkal működött. Ezért Richelieu 1634-ben ún. intendánsokat, azaz főmegbízottakat küldött ki a királyi közigazgatási hivatalokba, a generalitásokba, akik közvetlenül a korona alárendeltségébe tartoztak, és korlátlan felhatalmazással bírtak az összes adók behajtására. Az intendánsokat hivatalosan nem a tartományi kormányzói jogkörök átvételére küldték, hanem a kormányzó munkájának támogatására.
Az „átszervezés” azonban nem állt meg itt. A központi kormányzat fokozatosan elkezdte felszámolni a tartományi vezetések pénzügyi osztályait (bureaux des finances), amelyek az adó- és pénzügyi igazgatás feladatait végezték. 1642 augusztusára a központi kormányzat már magához vonta az összes tartomány pénzügyeinek irányítását. A tartományi elöljáróságokon korábban széles körben foglalkoztatott, jogi képzettségű, polgári és kisnemesi származású „taláros nemesség” (vagy „hivatali nemesség”) nagy csoportjai elvesztették hivatalukat, ezzel társadalmi presztízsüket és bevételi forrásaikat is. Ez a társadalmi csoport a korona központosító politikájának kérlelhetetlen ellenfelévé vált.
1634-ben a párizsi szerződésben Franciaország támogatást ígért a nördlingeni csatában szétvert német protestáns fejedelmeknek és Svédországnak, a katolikus Habsburgok ellen. 1635-ben Axel Oxenstierna svéd kancellár személyesen tárgyalt Richelieu-vel. A compiègne-i szerződés értelmében Franciaország katonai szövetséget kötött Svédországgal, és belépett a harmincéves háborúba. Megkezdődött a francia–spanyol háború (1635–1659), mely 25 évig tartott, és még a vesztfáliai békeszerződések megkötése után is folytatódott több mint egy évtizeden át. A háború miatt a korona kiadásai tetemesen megnőttek. (1624-ben, Richelieu főminiszteri kinevezésekor az államkassza kiadásai még 4,6 millió tallért tettek ki. Miután Franciaország hadat üzent a Habsburg Spanyolországnak, a háború első évében (1635) a költségvetés terhei 16,5 millió tallérra, a bíboros-főminiszter halálakor, 1643-ban 19,4 millió tallérra nőttek.
A háború költségeit az államkassza elsősorban az egyetlen, közvetlenül beszedett királyi adó, a taille és a belső vámok növelésével fedezte. Ez a kötelezettség szinte kizárólag a „föld népét”, a parasztságot terhelte. 1639-ben a taille beszedett összege 42 millió livre-re rúgott, a királyi bevételek 54%-át ez tette ki. A nemesség – különösen az erős kezű Richelieu halála után, „az olasz” Mazarinnel szembeszállva – ősi szabadságjogaira és kiváltságaira hivatkozva visszautasította a háborús adók megfizetését. Az adózók körét a kormányzat nem tudta (nem merte) bővíteni, mert belső zavargások kitörésétől tartott. A magas adók miatt egyes tartományokban már így is helyi parasztlázadások törtek ki, némelyiket csak katonaság bevetésével lehetett lecsillapítani, ez történt pl. 1639-ben, Normandiában is.

## A Fronde eseményei

### A„parlamenti Fronde”
1648-ban Párizsban és több francia nagyvárosban lázadások törtek ki, melyek Ausztriai Anna régens-anyakirályné (egyben a tízéves XIV. Lajos gyermekkirály gyámja) és főminisztere, Mazarin bíboros kormányzása ellen irányultak. A lázadók terve a monarchia pillanatnyi meggyengülését használta ki. A felkelő csoportok követelték, hogy a kormányzat állítsa helyre egyfelől a főnemesség feudális jogait, másfelől a városi, tartományi törvényhozással és igazságszolgáltatással foglalkozó bírói tanácsoknak, az ún. parlamenteknek (franciául: parlement, ejtsd kb. [parlöman']) beleszólási jogát az országos ügyekbe. Ezeket a jogokat XIII. Lajos († 1643) és főminisztere, Richelieu bíboros főminiszter († 1642) keményen megnyirbálta. A korlátozásokon Richelieu utódja, Mazarin sem enyhített.
A Fronde-nak nevezett felkelések sorozata a „parlamentek lázadásával” (fronde parlementaire) kezdődött. A vagyonos és jómódú városi polgárság tiltakozott a háborús adók fizetése ellen. 1648 nyarán Pierre Broussel párizsi főbíró és több magas beosztású bírótársa a párizsi parlament nevében nyíltan bírálta a főminiszter személyét és szembehelyezkedett a kormány pénzügyi politikájával. Az ellenzéki bírákat Mazarin őrizetbe vétette. Ez heves tiltakozásokat váltott ki a főváros lakosságának körében. 1648. augusztus 6-án Párizsban a lakosság fellázadt és barikádokat emelve követelte a letartóztatott bírák szabadon bocsátását.
1649 januárjában a királyi család a belső személyzet néhány megbízható tagjának kíséretében elmenekült a Louvre-ból. Párizson kívül, a saint-germaini kastélyban húzták meg magukat, itt éltek szegényes körülmények között.
A jeles hadvezér, Louis de Condé herceg ekkor még a királyi hatalom oldalán állt, szilárdan támogatta Mazarin főminisztert, az özvegy régens-anyakirálynét, és fiát, a gyermek-királyt. Sereget gyűjtött és a lázadó Párizs ellen indult. Gyenge, de gyorsan mozgó csapataival elpusztította a vidéket a város falai körül, gyakorlatilag lehetetlenné téve a városba szorult lakosság élelmezését. Ügyesen manőverezve győztesen került ki a parlament híveivel megvívott csatákból. Az élelmiszerhiány végül megegyezésre késztette a parlamenti ellenzéket. 1649. március 20-án Condé kikényszerítette a rueil-i békeszerződést, amelyben a parlament alávetette magát a kormányzati adókötelezettségnek, cserébe a királyt képviselő Mazarin főminiszter is politikai engedményeket ígért.

### A frontok átrendeződnek
Néhány hónappal később azonban újabb konfliktus alakult ki, ezúttal a királyi udvar és Condé hercege, a sikeres hadvezér között. Győzelmeit kihasználva a Nagy Condé hatalmasra növelte befolyását, vagyonát és hatalmát. Louis herceg és rokonai – valamennyien a Bourbon-ház oldalágaiból való, „királyi vérből született hercegek” (franciául: princes de sang) – Franciaország hatalmas területeit uralták (Burgundiát, Berryt, Lotaringiát, Champagne-t, Normandiát). Nélkülözhetetlenségének tudatában a Nagy Condé végül legfőbb vetélytársa, Mazarin ellen fordult. Azt tervezte, elűzi az „idegen” (olasz) Mazarint, és maga ül Franciaország főminiszteri székébe. Ennek érdekében aktívan igyekezett újra aktivizálni a bírák ellenállási mozgalmát. Pártütést szervezett a kormányzat ellen, maga mellé állítva számos főnemesi osztályos társát. Ügyének még Gaston orléans-i herceget, az elhunyt XIII. Lajos király túlélő öccsét, a gyermek XIV. Lajos nagybátyját is sikerült megnyernie. (Gaston herceg trónöröklési reményeit XIV. Lajos születése hiúsította meg).
Mazarin felismerte az államcsíny veszélyét, és 1650. január 18-án – a régens-anyakirályné hozzájárulásával – letartóztatási parancsot adott ki Condé ellen. A herceget – öccsével, Armand-nal, Conti hercegével és sógorával, Longueville hercegével együtt – a vincennes-i erődbe zárták. Cinkosai, köztük Turenne vikomt, Condé jeles hadvezértársa, és öccse, Bouillon hercege az ellenséghez, Spanyol-Németalföldre menekültek.

### A„hercegek Fronde-ja”
A bebörtönzött Condé családtagjai mozgósították a herceg főnemesi barátait és támogatóit. A Nagy Condé mellőzött felesége, Claire-Clémence de Maillé-Brézé hercegné, sértettségét félretéve hadsereget gyűjtött, és Bordeaux-ba vonult, amelynek parlamentje Condé oldalára állt (ez volt az ún. „bordeaux-i Fronde”). Condé barátai és üzletfelei a tartományokból csapatokat vontak össze és főnemesi felkelést robbantottak ki. Ez volt a „hercegek Fronde-ja”. Kezdetben gyors és átütő sikereket értek el. Condé fegyvertársa, Turenne marsall 1650-ben a Spanyol-Németalföld felől spanyol csapatokkal megerősítve betört Pikárdiába, több várost elfoglalt, de december 15-én korábbi parancsnoka, César du Plessis marsall visszaszorította.
1651. február 7-én Mazarin, életét féltve, elmenekült Párizsból. Miksa Henrik kölni hercegérseknél kapott menedéket, Brühl-ben élt számkivetésben, onnan szervezte az ellenállást. 13 hónapnyi fogság után a lázadók kiszabadították a Nagy Condét, aki nyomban a felkelés élére állt. Csapatokat szerelt fel, és Franciaország ősellenségeitől, IV. Fülöp spanyol királytól és Oliver Cromwelltől, Anglia Lord Protectorától kért segítséget nagy tervének megvalósításához: unokafivére, a 13 éves XIV. Lajos király uralmának megdöntésére indult. A spanyol–francia háború mellett fellángolt a franciaországi belháború is.
XIV. Lajos az összes királyi hadak fővezérségét ígérte a „frondőr”-ökhöz állt Turenne marsallnak, akit sikeresen meg is nyert magának. Turenne átállt a király táborába, az új főhadparancsnok most egykori pártütő szövetségese és fegyvertársa, a „Nagy Condé” ellen fordult.
A két tehetséges hadvezér először 1652 tavaszán, Burgundiában csapott össze. Condé hercege és szövetségesei, La Rochefoucauld hercege, Nemours hercege és François de Vendôme, Beaufort hercege – ez utóbbi a Gaston orléans-i herceg, a király nagybátyja által küldött csapatok élén – Párizs környékén, Bléneau falunál szétszórva álló királyi csapatok ellen vonultak. 1652. április 7-én a bléneau-i csata Condé túlerőben lévő csapatainak első támadásával kezdődött, mely nagy zavart okozott. Katonái majdnem elfogták a harctéren jelen lévő ifjú XIV. Lajost. Turenne mindent egy lapra tett fel, gyenge csapataival heves ellentámadást indított. Condé csapatai Étampes-ig hátráltak, ott elsáncolták magukat. Condé elhagyta bekerített csapatait, és Párizsba vonult, a lezajlott csatát saját győzelmeként hirdetve.
1652. július 2-án Párizs keleti határában, Faubourg Saint-Antoine elővárosban Condé herceg spanyol hadserege megütközött Turenne marsall királyi hadaival, és súlyos vereséget szenvedett. A Párizs felé menekülő Condét a fogságba eséstől csak az mentette meg, hogy ifjú unokanővére, a „Grande Mademoiselle”, Anne Marie Louise d’Orléans, Montpensier hercegnője, Gaston orléans-i herceg leánya, a Bastille ágyúiból tüzet vezényelt a Condét üldöző királyi lovasokra, Condé így biztonságban elérhette a párizsi városkaput. 1652. október 21-én Turenne marsall csapatai visszafoglalták Párizst. Condé felkelői és a spanyol csapatok Flandriába szorultak vissza.
1652 végére a Fronde vereséget szenvedett, a hercegek meghódoltak XIV. Lajosnak. 1653. március 27-én Condé hercegét távollétében fejvesztés általi halálra ítélték, felségárulás és lázadás miatt. A 15 éves király megfosztotta őt minden címétől, birtokait a korona javára elkobozta. (Segítőjét, Montpensier hercegnőjét a király több évre Burgundiába száműzte).

### A bordeaux-i Fronde
A délnyugat-franciaországi Bordeaux-ban a monarchia kormányával szemben álló radikális polgári ellenzék már 1650 előtt létrehozta a „Szilfa Pártját” (parti de l'Ormée). Nevüket egy szilfaligetben tartott gyűléseik nevéből (Assemblée de l’Ormée) kölcsönözték. Rokonszenveztek a Párizsban kitört polgári Fronde mozgalmával, 1650-ben szövetségre léptek a lázadó Louis de Condé herceggel, aki a Bordeaux-t környező Guyenne tartomány ura volt. Amikor Condét Mazarin fogságba vetette, a herceg felesége, Claire-Clémence de Maillé-Brézé hercegné hadsereggel vonult a szövetséges Bordeaux-ba.
1651-ben Condé kiszabadult, és Guyenne-ben állította fel saját támaszpontját, itt szervezte meg szövetségét a spanyolokkal, Franciaország ellenségeivel. 1653 áprilisában a bordeaux-i Parlement küldöttséget menesztett Oliver Cromwellhez, Anglia Lord Protectorához, támogatást kérve, de csak homályos ígéreteket kapott. A városban kialakult politikai zavart kihasználva a „Szilfa Párt” hívei 1653. június 23-án elfoglalták a bordeaux-i városházát és átvették a hatalmat. A város polgársága azonban már elfordult a párttól. A királyi hadsereg közeledésére a mozgalom teljesen szétesett. 1653. július 27-én Bordeaux városának Parlement-ja meghódolt a király előtt. A 15 éves XIV. Lajos ünnepélyesen bevonult a városba. Az ellenzéki mozgalmak tagjai számára általános amnesztiát hirdetett, de a Szilfa Pártjának elmenekült vezetőit – egy Vilars nevű ügyvédet és Dureteste egykori hentesmestert – kizárták a közkegyelemből.

### A lázadás kudarca
Az ellenállás gyorsan szétesett. 1652. október 21-én a 14 éves XIV. Lajos király anyjával, Ausztriai Anna anyakirálynéval és az udvartartással együtt visszatért a fővárosba. 1653. február 3-án visszatért Párizsba maga Mazarin bíboros is, aki addig külföldről igyekezett mozgatni az események szálait. Párizs tanácsa és lakossága, akik 1651-ben elüldözték, és vérdíjat tűztek ki a fejére, most üdvrivalgással fogadták a főminisztert, akitől a békés viszonyok helyreállítását remélték. Mazarin irányításával a királyhű erők felszámolták a felkelők utolsó támaszpontjait, a főminiszter a lázadók vezetőit elfogatta. Legtöbbjükre nem szabott komolyabb büntetést, csak száműzette őket Párizsból. A király saját nagybátyját, Gaston orléans-i herceget felszólította, vonuljon vissza blois-i birtokára. A király ellen lázadó rokon élete végéig nem jöhetett vissza az udvarhoz. A kegyvesztett és in contumaciam halálra ítélt Condé hercege csak 1659-ben kapott amnesztiát, ekkor térhetett haza Spanyolországból, de a király színe elé csak 1667-ben léphetett ismét.

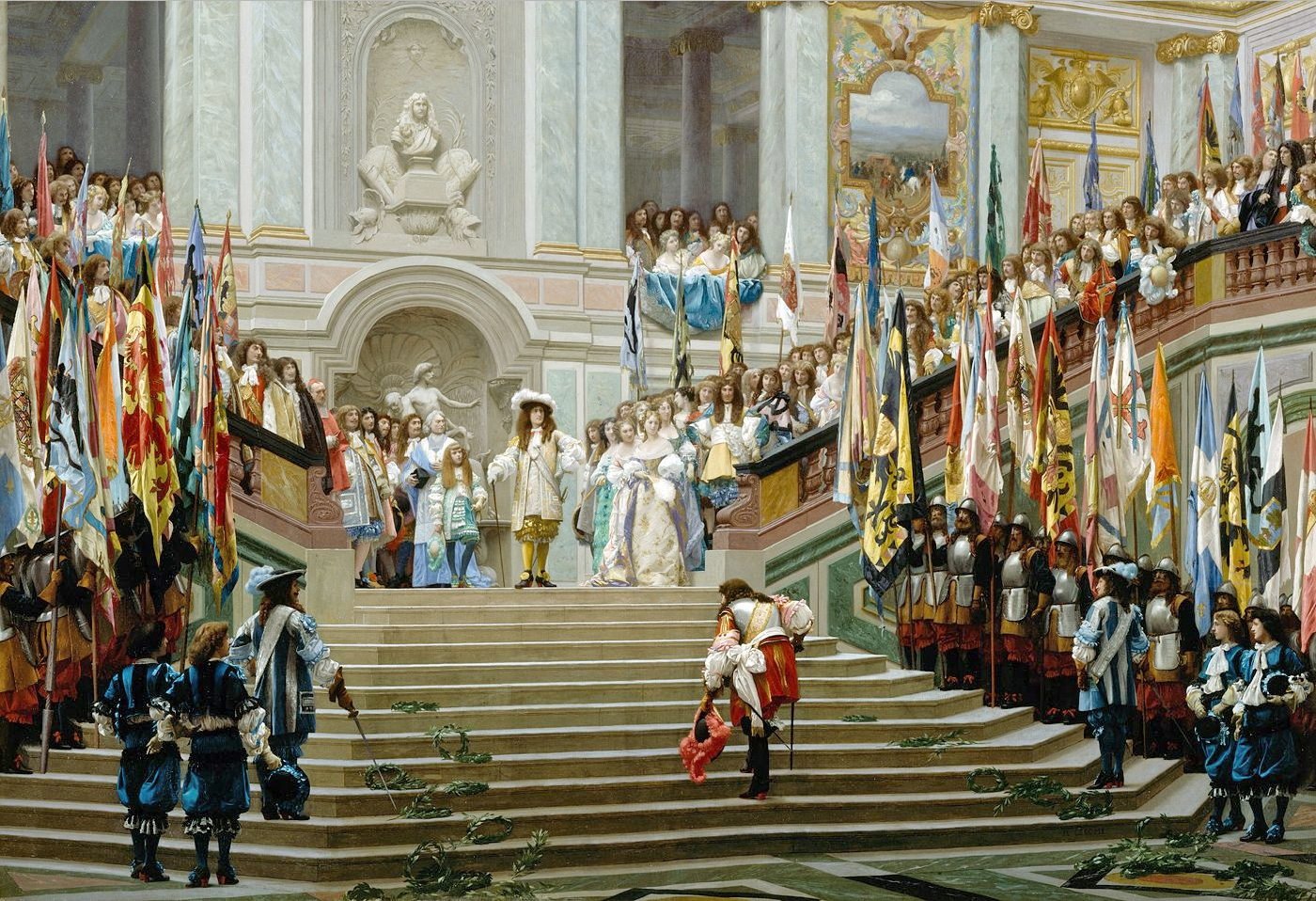
XIV. Lajos király 1674-ben a versailles-i kastély díszlépcsőjén fogadja a „Nagy Condét”.
(Jean-Léon Gérôme műve, 1878, Musée d’Orsay)

Intézkedéseivel Mazarin megteremtette XIV. Lajos abszolút királyi hatalmának feltételeit. A Fronde tapasztalatai alapján Mazarin mindent megtett, hogy a nemességet és a parlamenteket megfossza a hatalomtól, és lehetetlenné tegyen minden hasonló lázadó szervezkedést. A nemesség tagjait és a parlamentek vezető képviselőit nagy összegű kegydíjakkal, kiváltságokkal és jó fizetett udvari állásokkal kenyerezte le. A király személye iránti elkötelezéssel biztosította a főnemesek lojalitását. Miután biztosította a belpolitikai stabilitást, a kormányzatnak arra is maradt ereje, hogy folytassa a Spanyolország elleni háborút egészen a győzelem kicsikarásáig. Az 1659-es pireneusi békeszerződés már Franciaország európai nagyhatalommá válását mutatta. Miután Mazarin 1661-ben elhunyt, a 22 éves Lajos nem nevezett ki újabb főminisztert, hanem saját kezébe vette a főhatalmat. Korábbi ellenfeleit a versailles-i kastélyban kiépített fényes udvartartás résztvevőivé tette, egyszersmind közvetlen ellenőrzés alá vonta őket.

## A Fronde a szépirodalomban, művészetben
- Id. Alexandre Dumas A három testőr című regénysorozatának második része, az 1846-ban megjelent Húsz év múlva (Vingt ans après) cselekménye a Fronde időszakában játszódik.
- Louis Niedermeyer svájci zeneszerző 1853-ban mutatta be La Fronde c. romantikus operáját.

## Kapcsolódó irodalom
A Fronde-ról általában
- Tarján M. Tamás: 1649. március 11.. Rubicon online. (Hozzáférés: 2017. február 24.)
- Fronde. Pallas Nagy Lexikona – Html változat, 1897. (Hozzáférés: 2017. február 24.)
- Paul Rice Doolin. {{{title}}}, Harvard Historical Studies, Band 39. (angol nyelven). Cambridge: Harvard University Press (1935)
- Sharon Kettering. Patronage and Politics during the Fronde, French Historical Studies No. 14. Heft 3. (angol nyelven), 409–441. o. (1986)
- Alexander Rubel. Eine Frage der Ehre. Die Fronde (1648–1653) im Spannungsfeld von Adelsethos und Literatur, Francia 32/2 (német nyelven), 31–57. o. (2005)
- Michel Pernot. La Fronde (francia nyelven). Paris: Éditions de Fallois (1994). ISBN 2-87706-202-3

A bordeaux-i Fronde-ról
- Alexander Westrich. The Ormée of Bordeaux: A Revolution during the Fronde (angol nyelven). Baltimore, Maryland: The Johns Hopkins University Press (1972)
- Hélène Sarrazin. L’Ormée ou la Fronde en Gironde, Revue des dossiers d’Aquitaine (francia nyelven). Bordeaux: Association Dossiers d’Aquitaine (1996). ISBN 2-905212-31-4
- Helmut Kötting. Die Ormée (1651-1653). Gestaltende Kräfte und Personenverbindungen der Bordelaiser Fronde (német nyelven). Münster: Aschendorff (1983). ISBN 3-402-05633-X
- Eckart Birnstiel. Die Fronde in Bordeaux 1648–1653, Schriften zur europäischen Sozial- und Verfassungsgeschichte, Band 3 (német nyelven). Frankfurt am Main: Verlag Peter Lang (1985). ISBN 3-8204-8480-9